# Chrysonilia sitophila
Espèce
Synonymes
- Penicillium sitophilum Mont., 1843
- Monilia sitophila (Mont.) Sacc., 1881

Chrysonilia sitophila est un champignon nommé aussi Monilia sitophila (obsolète) et, dans l'usage courant, « champignon rouge (ou orangé) du pain ». C'est une moisissure qui gâte divers aliments et est responsable d'asthme professionnel dans l'industrie du bois et du liège.

## Classification
Chrysonilia sitophila est le correspondant anamorphe de Neurospora sitophila (téléomorphe).

Sa position dans la classification est :
Sordariaceae, Sordariales, Sordariomycetidae, Sordariomycetes, Ascomycota, Fungi.

## Histoire
À l'époque de sa découverte, en 1843, ce champignon fut nommé "Penicillium sitophilum" par Montagne et "Oïdium aurantiacum" par Léveillé, mais il est maintenant considéré comme n'appartenant à aucun des deux genres Oïdium et Penicillium.

En 1848, Anselme Payen signala qu'il résistait à des températures supérieures à 100 degrés, fait qui joua un rôle dans les discussions sur la génération spontanée.